# Еретока
Еретока (на езика бислама Eretoka) е малък остров в Тихи океан в архипелага Нови Хебриди, с координати 17°38′00″ ю. ш. 168°09′00″ и. д. / 17.633333° ю. ш. 168.15° и. д.. Той влиза в територията на Република Вануату и съгласно административното деление на страната попада в границите на провинция Шефа. Наред с това Еретока е включен и в островната група Шеферд. Разположен е в близост до остров Ефате, където се намира и столицата на Вануату – Порт Вила.
Островът е туристическа дестинация по маршрута Ефате, Емао, островната група Какула, остров Нгуна със своя поводен вулкан Норт Вате и остров Мосо.